# Olympische Sommerspiele 2024/Teilnehmer (Äthiopien)
| Gelbes Symbol für Goldmedaillen mit stilisierten Olympischen Ringen | Graues Symbol für Silbermedaillen mit stilisierten Olympischen Ringen | Braundes Symbol für Bronzemedaillen mit stilisierten Olympischen Ringen |
| ------------------------------------------------------------------- | --------------------------------------------------------------------- | ----------------------------------------------------------------------- |
| 1                                                                   | 3                                                                     | —                                                                       |

Äthiopien nahm an den Olympischen Spielen 2024 vom 26. Juli bis zum 11. August 2024 in Paris mit 33 Athleten (16 Männer, 17 Frauen) teil. Es war die insgesamt 15. Teilnahme an Olympischen Sommerspielen.

## Medaillen

### Medaillenspiegel
| Rang   | Sportart       | Gold | Silber | Bronze | Gesamt |
| ------ | -------------- | ---- | ------ | ------ | ------ |
| 1      | Leichtathletik | 1    | 3      | –      | 4      |
| Gesamt | Gesamt         | 1    | 3      | 0      | 4      |

### Medaillengewinner
| Name/n          | Sportart       | Wettkampf |
| --------------- | -------------- | --------- |
| Gold            |                |           |
| Tamirat Tola    | Leichtathletik | Marathon  |
| Silber          |                |           |
| Worknesh Mesele | Leichtathletik | 800 m     |
| Tigist Assefa   | Leichtathletik | Marathon  |
| Addisu Yihune   | Leichtathletik | 5000 m    |

## Teilnehmer nach Sportarten

### Leichtathletik
Äthiopische Leichtathleten haben die Olympianormen des Weltverbandes in elf Disziplinen erreicht.
Laufen und Gehen
| Athleten               | Wettbewerb       | Vorlauf      | Vorlauf | Hoffnungslauf | Hoffnungslauf | Halbfinale    | Halbfinale    | Finale        | Finale        | Rang          |
| Athleten               | Wettbewerb       | Zeit         | Rang    | Zeit          | Rang          | Zeit          | Rang          | Zeit          | Rang          | Rang          |
| ---------------------- | ---------------- | ------------ | ------- | ------------- | ------------- | ------------- | ------------- | ------------- | ------------- | ------------- |
| Frauen                 |                  |              |         |               |               |               |               |               |               |               |
| Habitam Alemu          | 800 m            | 2:02,19 min  | 7       | 2:02,73 min   | 6             | ausgeschieden | ausgeschieden | ausgeschieden | ausgeschieden | ausgeschieden |
| Tsige Duguma           | 800 m            | 1:57,90 min  | 1       | —             | —             | 1:57,47 min   | 1             | 1:57,15 min   | 2             | Silber        |
| Worknesh Mesele        | 800 m            | 1:58,07 min  | 1       | —             | —             | 1:58,06 min   | 2             | 1:58,28 min   | 6             | 6             |
| Birke Haylom           | 1500 m           | 4:07,15 min  | 13      | 4:01,47 min   | 1             | 4:03,11 min   | 10            | ausgeschieden | ausgeschieden | ausgeschieden |
| Gudaf Tsegay           | 1500 m           | 3:58,84 min  | 1       | —             | —             | 3:56,41 min   | 4             | 4:01,27 min   | 12            | 12            |
| Gudaf Tsegay           | 5000 m           | 14:57,84 min | 5       | —             | —             | —             | —             | 14:45,21 min  | 9             | 9             |
| Gudaf Tsegay           | 10.000 m         | —            | —       | —             | —             | —             | —             | 30:45,04 min  | 6             | 6             |
| Diribe Welteji         | 1500 m           | 3:59,73 min  | 1       | —             | —             | 3:55,10 min   | 1             | 3:52,75 min   | 4             | 4             |
| Medina Eisa            | 5000 m           | 15:00,82 min | 2       | —             | —             | —             | —             | 14:35,43 min  | 7             | 7             |
| Ejgayehu Taye          | 5000 m           | 14:57,97 min | 6       | —             | —             | —             | —             | 14:32,98 min  | 6             | 6             |
| Tsigie Gebreselama     | 10.000 m         | —            | —       | —             | —             | —             | —             | 30:54,57 min  | 10            | 10            |
| Fotyen Tesfay          | 10.000 m         | —            | —       | —             | —             | —             | —             | 30:46,93 min  | 7             | 7             |
| Sembo Almayew          | 3000 m Hindernis | 9:15,42 min  | 2       | —             | —             | —             | —             | 9:00,83 min   | 5             | 5             |
| Lomi Muleta            | 3000 m Hindernis | 9:10,73 min  | 5       | —             | —             | —             | —             | 9:06,07 min   | 8             | 8             |
| Tigist Assefa          | Marathon         | —            | —       | —             | —             | —             | —             | 2:22:58 h     | 2             | Silber        |
| Amane Beriso           | Marathon         | —            | —       | —             | —             | —             | —             | 2:23:57 h     | 5             | 5             |
| Alemu Megertu          | Marathon         | —            | —       | —             | —             | —             | —             | DNF           | DNF           | —             |
| Männer                 |                  |              |         |               |               |               |               |               |               |               |
| Ermias Girma           | 1500 m           | 3:35,21 min  | 1       | —             | —             | 3:40,27 min   | 12            | ausgeschieden | ausgeschieden | ausgeschieden |
| Abdisa Fayisa          | 1500 m           | 3:39,67 min  | 14      | 3:36,82 min   | 10            | ausgeschieden | ausgeschieden | ausgeschieden | ausgeschieden | ausgeschieden |
| Samuel Tefera          | 1500 m           | 3:37,34 min  | 6       | —             | —             | 3:33,02 min   | 9             | ausgeschieden | ausgeschieden | ausgeschieden |
| Hagos Gebrhiwet        | 5000 m           | 14:08,18 min | 2       | —             | —             | —             | —             | 13:15,32 min  | 5             | 5             |
| Biniam Mehary          | 5000 m           | 13:51,82 min | 2       | —             | —             | —             | —             | 13:15,99 min  | 6             | 6             |
| Addisu Yihune          | 5000 m           | 13:52,62 min | 8       | —             | —             | —             | —             | 13:22,33 min  | 14            | 14            |
| Berihu Aregawi         | 10.000 m         | —            | —       | —             | —             | —             | —             | 26:43,44 min  | 2             | Silber        |
| Selemon Barega         | 10.000 m         | —            | —       | —             | —             | —             | —             | 26:44,48 min  | 7             | 7             |
| Yomif Kejelcha         | 10.000 m         | —            | —       | —             | —             | —             | —             | 26:44,02 min  | 6             | 6             |
| Samuel Firewu          | 3000 m Hindernis | 8:11,61 min  | 2       | —             | —             | —             | —             | 8:08,87 min   | 6             | 6             |
| Lamecha Girma          | 3000 m Hindernis | 8:23,89 min  | 1       | —             | —             | —             | —             | DNF           | DNF           | —             |
| Getnet Wale            | 3000 m Hindernis | 8:18,25 min  | 3       | —             | —             | —             | —             | 8:12,33 min   | 9             | 9             |
| Kenenisa Bekele        | Marathon         | —            | —       | —             | —             | —             | —             | 2:12:24 h     | 39            | 39            |
| Deresa Geleta          | Marathon         | —            | —       | —             | —             | —             | —             | 2:07:31 h     | 5             | 5             |
| Tamirat Tola           | Marathon         | —            | —       | —             | —             | —             | —             | 2:06:26 h     | 1             | Gold          |
| Misgana Wakuma Fekansa | 20 km Gehen      | —            | —       | —             | —             | —             | —             | 1:19:31 h     | 6             | 6             |

### Schwimmen
| Athleten  | Wettbewerb    | Vorlauf | Vorlauf | Halbfinale    | Halbfinale    | Finale        | Finale        | Rang |
| Athleten  | Wettbewerb    | Zeit    | Rang    | Zeit          | Rang          | Zeit          | Rang          | Rang |
| --------- | ------------- | ------- | ------- | ------------- | ------------- | ------------- | ------------- | ---- |
| Frauen    |               |         |         |               |               |               |               |      |
| Lina Selo | 50 m Freistil | 31,87 s | 68      | ausgeschieden | ausgeschieden | ausgeschieden | ausgeschieden | 68   |